# NGC 876
NGC 876 је спирална галаксија у сазвежђу Ован која се налази на NGC листи објеката дубоког неба.
Деклинација објекта је + 14° 31' 16" а ректасцензија 2h 17m 53,2s. Привидна величина (магнитуда) објекта NGC 876 износи 13,8 а фотографска магнитуда 14,5. NGC 876 је још познат и под ознакама UGC 1766, MCG 2-6-57, PGC 8770.